# Nymphargus vicenteruedai
Nymphargus vicenteruedai är en groddjursart som beskrevs av Velásquez-Álvarez, Rada, Sánchez-Pacheco och Andrés Acosta-Galvis 2007. Nymphargus vicenteruedai ingår i släktet Nymphargus och familjen glasgrodor. IUCN kategoriserar arten globalt som otillräckligt studerad. Inga underarter finns listade i Catalogue of Life.